# Hilaria (genre)
Pour les articles homonymes, voir Hilaria (homonymie).
Genre
Synonymes
- Hexarrhena J.Presl[2]
- Pleuraphis Torr.[2]

Hilaria est un genre de plantes monocotylédones de la famille des Poaceae, sous-famille des Chloridoideae, originaire d'Amérique du Nord.

## Liste des espèces et variétés
Selon BioLib (8 août 2020), ITIS (8 août 2020) :
- Hilaria annua Reeder & C. Reeder
- Hilaria belangeri (Steud.) Nash
- Hilaria cenchroides Kunth
- Hilaria ciliata (Scribn.) Nash
- Hilaria hintonii Sohns
- Hilaria jamesii (Torr.) Benth.
- Hilaria mutica (Buckley) Benth.
- Hilaria rigida (Thurb.) Benth. ex Scribn.
- Hilaria semplei Sohns
- Hilaria swallenii Cory

Selon World Checklist of Selected Plant Families (WCSP) (8 août 2020) :
- Hilaria annua Reeder & C.Reeder (1988)
- Hilaria belangeri (Steud.) Nash (1912)
  - variété Hilaria belangeri var. belangeri
  - variété Hilaria belangeri var. longifolia (Vasey ex Beal) Hitchc. (1928)
- Hilaria cenchroides Kunth (1816)
- Hilaria ciliata (Scribn.) Sohns (1956)
- Hilaria hintonii Sohns (1956)
- Hilaria jamesii (Torr.) Benth., J. Linn. Soc. (1881)
- Hilaria mutica (Buckley) Benth., J. Linn. Soc. (1881)
- Hilaria rigida (Thurb.) Benth. ex Scribn. (1882)
- Hilaria semplei Sohns (1956)
- Hilaria swallenii Cory (1948)

Selon Tropicos (8 août 2020) (Attention liste brute contenant possiblement des synonymes) :
- Hilaria annua Reeder & C. Reeder
- Hilaria belangeri (Steud.) Nash
- Hilaria cenchroides Kunth
- Hilaria ciliata (Scribn.) Nash
- Hilaria hintonii Sohns
- Hilaria jamesii (Torr.) Benth.
- Hilaria mutica (Buckley) Benth.
- Hilaria rigida (Thurb.) Benth. ex Scribn.
- Hilaria semplei Sohns
- Hilaria swallenii Cory
- Hilaria texana (Vasey) Nash